# Układ współczulny

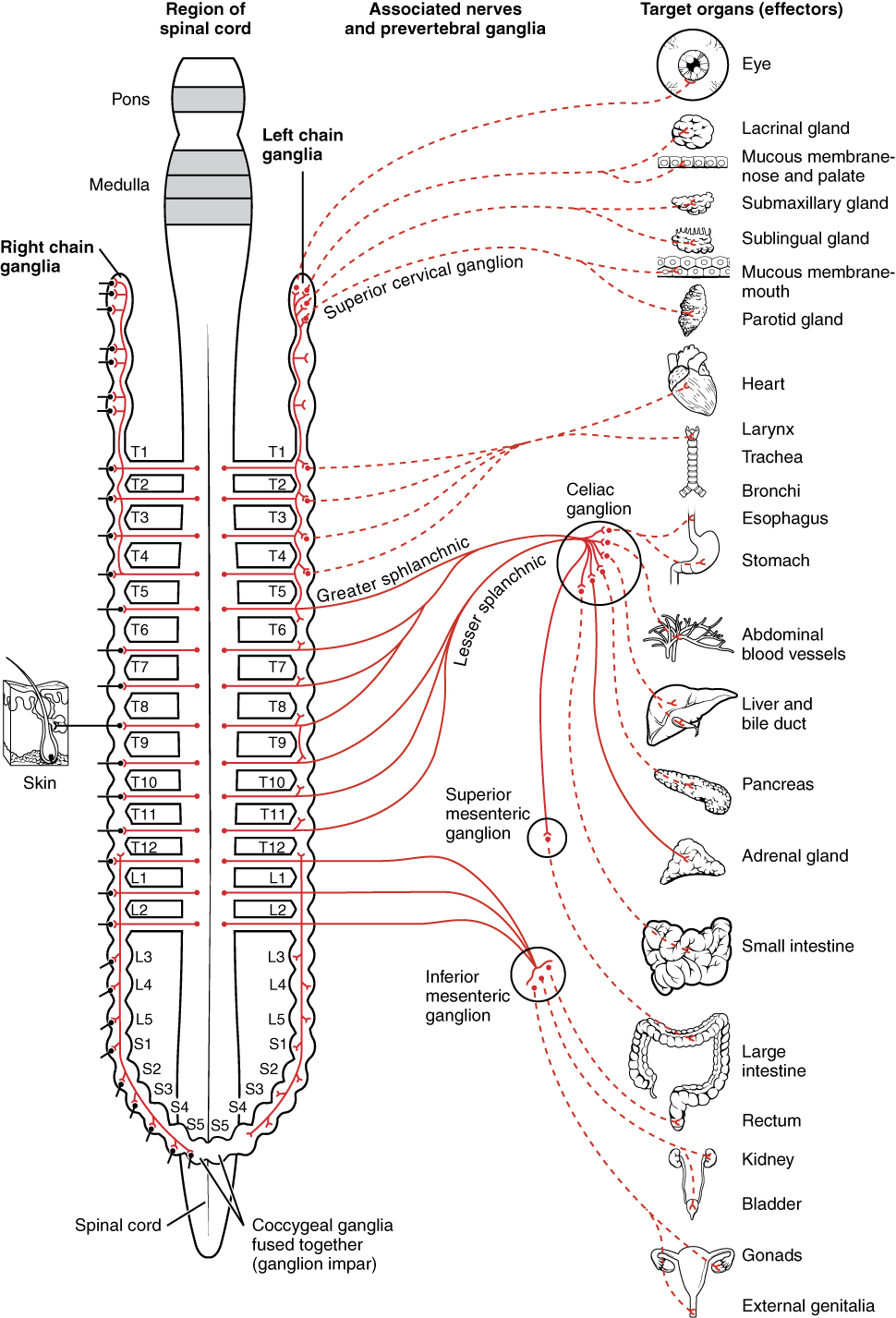
Schematyczna ilustracja przedstawiająca współczulny układ nerwowy z pniem współczulnym oraz zaopatrywane narządy.

Układ współczulny (łac. pars sympathica divisionis autonomici systematis nervosi) – jedna z dwóch głównych części autonomicznego układu nerwowego (obok układu przywspółczulnego), odpowiedzialna przede wszystkim za mobilizację organizmu. Zachowuje stałą aktywność, umożliwiającą utrzymanie homeostazy.

## Struktura

Przebieg nerwu: 6. Korzeń brzuszny, 13. Gałąź łącząca biała, 17. Zwój przykręgowy. Stąd możliwe są trzy drogi: 16. Gałąź międzyzwojowa, 14. Gałąź łącząca szara, 18. Zwój przedkręgowy.

### Struktura nerwów współczulnych
W skład układu współczulnego wchodzą dwa typy neuronów: przedzwojowe i zazwojowe. Krótsze, przedzwojowe neurony swój początek biorą z obszaru od C7 do L2–L3 rdzenia kręgowego, zwanego jądrem pośrednio-bocznym, leżącym w rogach bocznych istoty szarej. Aksony neuronów przedzwojowych opuszczają rdzeń kręgowy w korzeniu przednim i na krótkim odcinku biegną wspólnie z gałęzią przednią nerwu rdzeniowego. Następnie tworzą krótką gałąź zwaną gałęzią łączącą białą, która dochodzi do jednego ze zwojów pnia współczulnego (zwoje przykręgowe), gdzie może tworzyć połączenie z ciałem neuronu zazwojowego. Część jednak swój koniec znajduje w zwojach splotów autonomicznych (zwoje przedkręgowe) leżących w pobliżu narządów ciała, także będących neuronami zazwojowymi. Aksony neuronów zazwojowych łączą się z odpowiednimi organami.

### Receptory
W błonie komórek narządów wewnętrznych występują receptory adrenergiczne: alfa (α1, α2) i beta (β1, β2, β3). Receptory alfa najsilniej reagują na cząsteczki noradrenaliny, receptory beta zaś pod wpływem izoproterenolu (izopropylonoradrenaliny). Aktywacja receptorów α1 i β pobudza, a receptorów α2 hamuje komórkę. Receptory stanowią kompleks złożony z enzymu i substratu, którym jest ATP. Pod wpływem adrenaliny, noradrenaliny i ich pochodnych, zostaje aktywowana reakcja między enzymem a substratem.

#### Transmitery
Neurotransmiterem układu we włóknach przedzwojowych jest acetylocholina, która działa na receptory nikotynowe. W odpowiedzi włókna zazwojowe wydzielają noradrenalinę, a przy długotrwałym działaniu także adrenalinę, które z kolei wpływają na receptor adrenergiczny.

#### Receptory alfa
Są to kompleksy ATP-azy z ATP i jonami wapnia. Po związaniu adrenaliny tworzenie cAMP w komórce zostaje wyhamowane, a w rezultacie wzrasta w komórce zawartość cGMP i otwierają się kanały dokomórkowego prądu jonów wapniowych. Zarówno receptory α1, jak i α2 występują na błonie postsynaptycznej neuronu, jednak tylko receptory α2 są obecne w błonie presynaptycznej, gdzie pobudzone przez noradrenalinę, na zasadzie sprzężenia zwrotnego ujemnego wyhamowują dalsze uwalnianie neuroprzekaźnika z zakończeń synaptycznych.

#### Receptory beta
Stanowią kompleksy cyklazy adenylowej z ATP. Aktywacja reakcji między tymi substancjami zostaje zapoczątkowana przez aminy katecholowe i prowadzi do powstania cAMP i pirofosforanu. Cykliczny AMP aktywuje fosforylazę i pośrednio wpływa m.in. na aktywację glikogenolizy.

## Anatomia

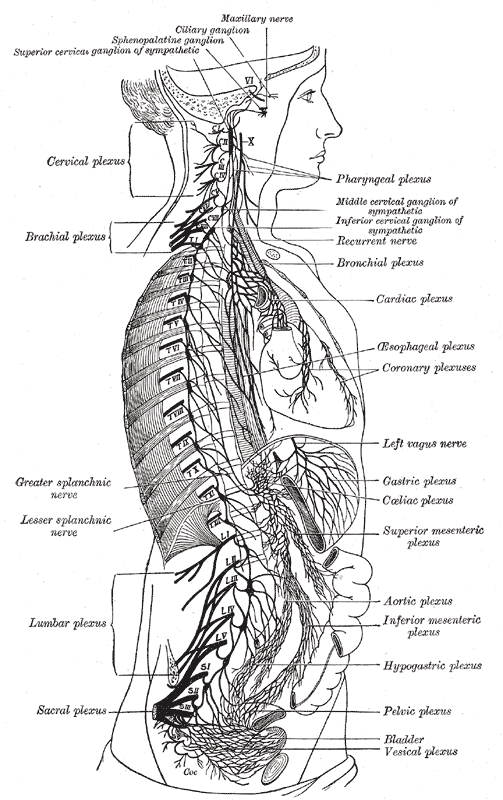
Układ współczulny leży na wysokości kręgów piersiowych i lędźwiowych i łączy się ze splotami piersiowymi, brzusznymi i miednicznymi.

### Zwoje
- część głowowa
  - zwój rzęskowy (łac. ganglion ciliare)
- pień współczulny (łac. truncus sympathicus)
  - część szyjna (łac. pars cervicalis trunci sympathici)
    - zwój szyjny górny (łac. ganglion cervicale superius)
    - zwój szyjny środkowy (łac. ganglion cervicale medium)
    - zwój kręgowy (łac. ganglion vertebrale)
    - zwój szyjny dolny (łac. ganglion cervicale inferius)
    - zwój gwiaździsty (łac. ganglion stellatum)

  - część piersiowa (łac. pars thoracicus trunci sympathici)
    - zwoje piersiowe (łac. ganglia thoracica)

  - część brzuszna (lędźwiowa) (łac. pars lumbalis trunci sympathici)
    - zwoje lędźwiowe (łac. ganglia lumbalia)

  - część miednicza (łac. pars pelvina trunci sympathici)
    - zwoje krzyżowe (łac. ganglia sacralia)
    - zwój nieparzysty (łac. ganglion impar)

### Nerwy
- Nerwy trzewne i naczyniowe (łac. rami viscerales et vasculares)
  - nerwy rzęskowe krótkie (łac. nervi ciliares breves)
  - nerwy sercowe (łac. nervi cardiaci)
  - nerwy trzewne piersiowe (łac. nervi splanchnici)
    - nerw trzewny większy (łac. nervus splanchnicus major)
    - nerw trzewny mniejszy (łac. nervus splanchnicus minor)
    - nerw trzewny najniższy (łac. nervus splanchnicus imus)

  - nerwy trzewne lędźwiowe (łac. nervi splanchnici lumbales)
  - nerwy trzewne krzyżowe (łac. nervi splanchnici sacrales)

### Sploty
- splot szyjno-tętniczy wewnętrzny (łac. plexus caroticus internus)
- splot sercowy (łac. plexus cardiacus)
- splot przełykowy (łac. plexus oesophageus)
- splot płucny (łac. plexus pulmonalis)
- splot trzewny (łac. plexus celiacus)
- splot międzykrezkowy (łac. plexus intermesentericus)
- splot podbrzuszny górny (łac. plexus hypogastricus superior)
- splot podbrzuszny dolny (łac. plexus hypogastricus inferior)

## Fizjologia
| Narząd              | Efekt                              |
| ------------------- | ---------------------------------- |
| Oko                 | Rozszerzenie źrenicy               |
| Serce               | Wzrost tętna i siły skurczu        |
| Płuca               | Rozszerzenie oskrzeli              |
| Naczynia krwionośne | Rozszerzenie naczyń mięśniowych    |
| Naczynia krwionośne | Zwężenie naczyń układu pokarmowego |
| Układ pokarmowy     | Zahamowanie perystaltyki           |
| Nerka               | Wzrost produkcji reniny            |
| Prącie              | Zahamowanie wypełnienia krwią      |

| Efektor                                         | Receptor           | Efekt                                                     |
| Oko                                             | Oko                | Oko                                                       |
| ----------------------------------------------- | ------------------ | --------------------------------------------------------- |
| Mięsień rozwieracz źrenicy                      | α1                 | Skurcz i rozszerzenie źrenicy +++                         |
| Mięsień rzęskowy                                | α1                 | Rozkurcz (patrzenie w dal) +                              |
| Serce                                           |                    |                                                           |
| Węzeł zatokowo-przedsionkowy                    | β1                 | Przyspieszenie rytmu ++                                   |
| Przedsionki                                     | β1                 | Wzrost kurczliwości ++                                    |
| Węzeł przedsionkowo-komorowy                    | β1                 | Zwiększenie automatyzmu i przewodnictwa +++               |
| Włókna przewodzące                              | β1                 | Zwiększenie automatyzmu i przewodnictwa +++               |
| Mięśniówka komór                                | β1, β2             | Zwiększenie kurczliwości +++                              |
| Mięśniówka komór                                | α1, α2             | Przerost mięśnia ++                                       |
| Tętnice i tętniczki                             |                    |                                                           |
| Tętnice wieńcowe                                | β2                 | Rozszerzenie +                                            |
| Tętnice wieńcowe                                | α2                 | Zwężenie +                                                |
| Tętnice wieńcowe                                | Y1                 | Zwężenie +                                                |
| Tętnice mięśniowe                               | α1                 | Zwężenie +++                                              |
| Tętnice mięśniowe                               | α2                 | Zwężenie +++                                              |
| Tętnice mięśniowe                               | β2                 | Rozszerzenie ++                                           |
| Tętnice mięśniowe                               | Y1                 | Zwężenie +                                                |
| Tętnice mięśniowe                               | H1 (Histaminowy)   | Rozszerzenie +                                            |
| Tętnice skórne                                  | α1                 | Zwężenie (skóra blada i zimna) +++                        |
| Tętnice trzewne                                 | α1                 | Zwężenie +++                                              |
| Tętnice trzewne                                 | D1 (Dopaminowy)    | Rozszerzenie +                                            |
| Tętnice nerkowe                                 | α1                 | Zwężenie +++                                              |
| Tętnice nerkowe                                 | β2                 | Rozszerzenie +                                            |
| Tętnice nerkowe                                 | D1 (Dopaminowy)    | Rozszerzenie +                                            |
| Tętnice płucne                                  | α1                 | Zwężenie +++                                              |
| Tętnice płucne                                  | β2                 | Rozszerzenie +                                            |
| Tętnice mózgowe                                 | α1                 | Zwężenie +                                                |
| Tętnice mózgowe                                 | Y1                 | Zwężenie +                                                |
| Tętnice ślinianek                               | α1                 | Zwężenie +                                                |
| Tętnice ślinianek                               | Y1                 | Zwężenie +                                                |
| Tętnice miednicy mniejszej i narządów płciowych | α1                 | Zwężenie +++                                              |
| Tętnice miednicy mniejszej i narządów płciowych | Y1                 | Zwężenie +                                                |
| Żyły                                            | α1                 | Zwężenie ++                                               |
| Żyły                                            | β2                 | Rozszerzenie +                                            |
| Oskrzela                                        |                    |                                                           |
| Mięsień gładki                                  | β2                 | Rozkurcz mięśni gładkich i rozszerzenie oskrzeli +++      |
| Błona śluzowa oskrzeli                          | β2                 | Wydzielanie śluzu +                                       |
| Błona śluzowa oskrzeli                          | α1                 | Hamowanie wydzielania śluzu +                             |
| Skóra                                           |                    |                                                           |
| Mięśnie przywłosowe                             | α1                 | Stroszenie włosów +++                                     |
| Gruczoły potowe                                 | M1 (Muskarynowy)   | Wydzielanie potu +++                                      |
| Układ pokarmowy                                 |                    |                                                           |
| Ślinianki                                       | α1                 | Wydzielanie wody i śluzu (mała ilość gęstej śliny) +      |
| Ślinianki                                       | β                  | Wydzielanie amylazy ślinowej ++                           |
| Żołądek i jelita                                |                    |                                                           |
| Perystaltyka i napięcie                         | α,β2               | Zmniejszenie napięcia, hamowanie perystaltyki ++          |
| Mięśnie zwieracze                               | α2                 | Skurcz ++                                                 |
| Gruczoły trawienne                              | α1, α2             | Hamowanie wydzielania +                                   |
| Błona śluzowa jelita                            | Y1                 | Wzmożone wchłanianie ++                                   |
| Pęcherzyk i drogi żółciowe                      | NANC               | Rozluźnienie napięcia (rozkurcz) ++                       |
| Wątroba                                         | β2                 | Glikogenoliza +++                                         |
| Trzustka                                        |                    |                                                           |
| Część zewnątrzwydzielnicza (pankreotony)        | α1, α2             | Zmniejszenie wydzielania +                                |
| Wyspy (insulina)                                | α1, α2             | Zmniejszenie wydzielania ++                               |
| Układ moczowo-płciowy                           |                    |                                                           |
| Nerki                                           |                    |                                                           |
| Kanaliki nerkowe                                | α1,D1 (Dopaminowy) | Zwiększenie wchłaniania sodu ++                           |
| Aparat przykłębkowy                             | β1                 | Zwiększenie wydzielania reniny +++                        |
| Pęcherz moczowy                                 |                    |                                                           |
| Mięsień wypieracz                               | β2, β3             | Rozluźnienie (zatrzymanie moczu) ++                       |
| Mięsień zwieracz wewnętrzny cewki moczowej      | α, Y1              | Skurcz (zatrzymanie moczu) ++                             |
| Moczowody                                       | α1, α2, Y1         | Zwiększenie napięcia i perystaltyki ++                    |
| Pęcherzyki nasienne i nasieniowody              | α1, P2x            | Zwiększenie napięcia, perystaltyki i wytrysk nasienia +++ |
| Macica                                          |                    |                                                           |
| Nieciężarna                                     | β2                 | Rozluźnienie +                                            |
| Ciężarna                                        | α1                 | Skurcz +++                                                |
| Ciężarna                                        | β2                 | Rozkurcz +                                                |
| Narządy limfatyczne                             |                    |                                                           |
| Grasica                                         | β                  | Hamowanie dojrzewania limfocytów +                        |
| Komórki tuczne                                  | β                  | Degranulacja                                              |
| Śledziona                                       | α1                 | Skurcz mięśni gładkich torebki śledziony +++              |
| Śledziona                                       | α1, α2             | Spadek aktywności limfocytów NK +                         |
| Narządy wydzielania wewnętrznego                |                    |                                                           |
| Rdzeń nadnerczy                                 | N                  | Wydzielanie adrenaliny i noradrenaliny +++                |
| Tarczyca                                        | ?                  | Zwiększenie wydzielania hormonów ++                       |
| Szyszynka                                       | β                  | Wydzielanie melatoniny ++                                 |
| Komórki tłuszczowe                              | β3                 | Lipoliza +++                                              |